# Arbre de la nou moscada
L'arbre de la nou moscada (Myristica fragrans) és un arbre adscrit a la família de les miristicàcies i prové de les Illes Moluques (Indonèsia), tot i que la seva producció està molt estesa per zones tropicals. Altres noms donats a l'arbre de la nou moscada són Myristica officinalis, Myristica moschata i Myristica aromatica.

## Història
Al segle i es registra el primer ús documentat, en què els romans van deixar constància que la nou moscada era molt valorada com a espècia i era un dels components de l'encens. Fins al segle xvii el seu cultiu estava monopolitzat pel portuguesos i va ser aleshores quan va passar a mans dels holandesos que, tot i continuar amb el monopoli, van impulsar el seu consum per tot Europa com a aromatitzant de begudes i menjars.
A partir del segle xix es va ampliar la producció a zones tropicals, ja que les Illes Moluques van passar al domini dels anglesos i els francesos van introduir aquesta espècie a Indoxina. D'aquesta manera es va diversificar el seu comerç i es van abaratir els seus preus.

## Etimologia
L'etimologia de la nou moscada deriva de: myr- que en grec significa "Oli aromàtic o perfum", seguit de l'infix -ist (es) que en grec vol dir "que fa"; i acabat amb el sufix -ikos que és un llenguatge base del grec.
En grec, myristikós (μυριστικός) és un adjectiu que Aeci va aplicar a una nou oliosa al s. VI dC, la mateixa nou que va ser reintroduïda per Linné el segle xviii, fent referència a l'arbre de la nou moscada.
El nom que es va donar aquesta espècie (nou moscada) va ser perquè la nou feia la mateixa olor que el musc o mesc, que és una substància produïda per una espècie de cérvols, que tenen unes glàndules que s'han comparat amb els testicles humans. Per aquest motiu Joan Coromines i Vigneaux va determinar la procedència de la paraula moscat, a través de la influència de l'àrab, en què és anomenat almesc, tal com encara se'n diu al País Valencià o a les illes Balears (aumesc). La denominació moscat ve del baix llatí muscus (del grec moscos, del persa mušk i del sànscrit muskáh) que vol dir testicle.

## Distribució i ecologia
La Myristica fragans és originària de les illes Moluques, també conegudes des de l'antiguitat com a Illes de les Espècies. Durant els segles xvii i xviii, les illes Moluques estaven sota el domini dels colonitzadors holandesos i van prohibir el cultiu d'aquest arbre en diverses zones, en un intent d'obtenir-ne el monopoli. Però quan les illes van passar al domini britànic, l'arbre de la nou moscada es va exportar cap a altres regions tropicals: primer cap a Malàisia, Sri Lanka i arreu d'Indonèsia (especialment a l'Illa de Sumatra) i després cap a Saint-Vicent i les illes de Trinitat i Grenada, al Carib.
Aquesta espècie requereix un clima càlid i humit per poder desenvolupar-se. De manera salvatge s'acostuma a troba en boscos, terrenys volcànics i pastures, però es conrea en horts. Per tant, l'arbre només es pot desenvolupar en zones tropicals. Per aquest motiu en l'actualitat el seu cultiu està generalitzat per les illes de Nova Guinea, Guyana, Maurici, arribant a Indonèsia a l'illa de Sumatra, fins a les illes del Carib.

## Descripció

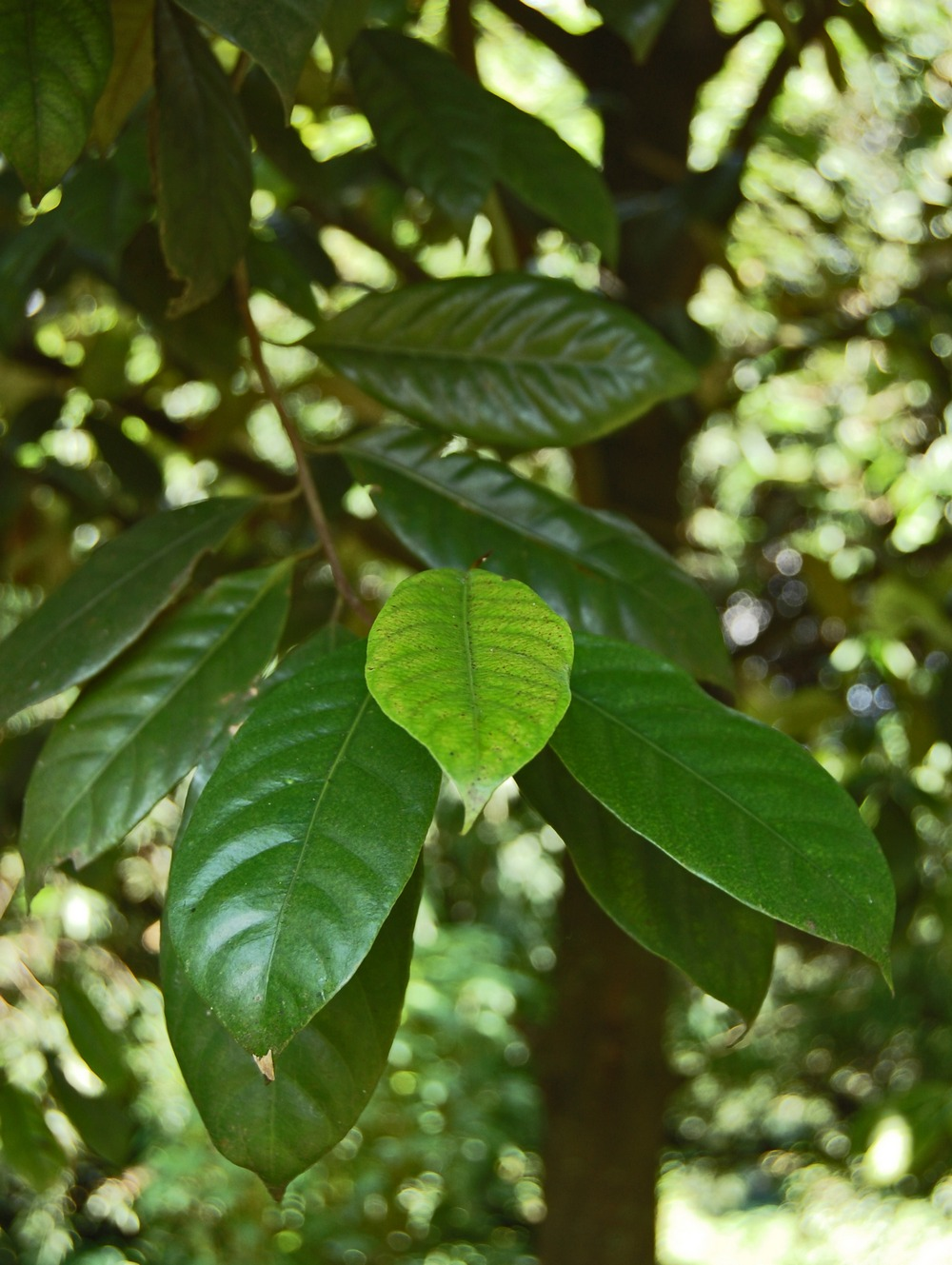
Fulles de la "Myristica fragans"

L'arbre de la nou moscada és un arbre dioic perennifoli d'uns 10-20 metres d'alçada, que es caracteritza per tenir la copa aplanada i l'escorça llisa de color gris-marronós. Presenta una arrel axonomorfa, és a dir, que en té una de principal envoltada per multitud de ramificacions.
Les branques joves presenten una certa tendresa amb tacte esponjós i estan plenes d'un làtex de color groc. En canvi, les branques adultes, presenten una consistència llenyosa i monopòdica.
Les fulles són simples, lanceolades, punxegudes i peciolades amb una mida d'uns 10 cm aproximadament. S'observa que les fulles es disposen de manera alterna i que la forma és el·líptica-oblongue pel marge i obtusa per la base. Les fulles són molt aromàtiques perquè estan cobertes d'una glàndula d'oli que a més els dona una consistència dura.

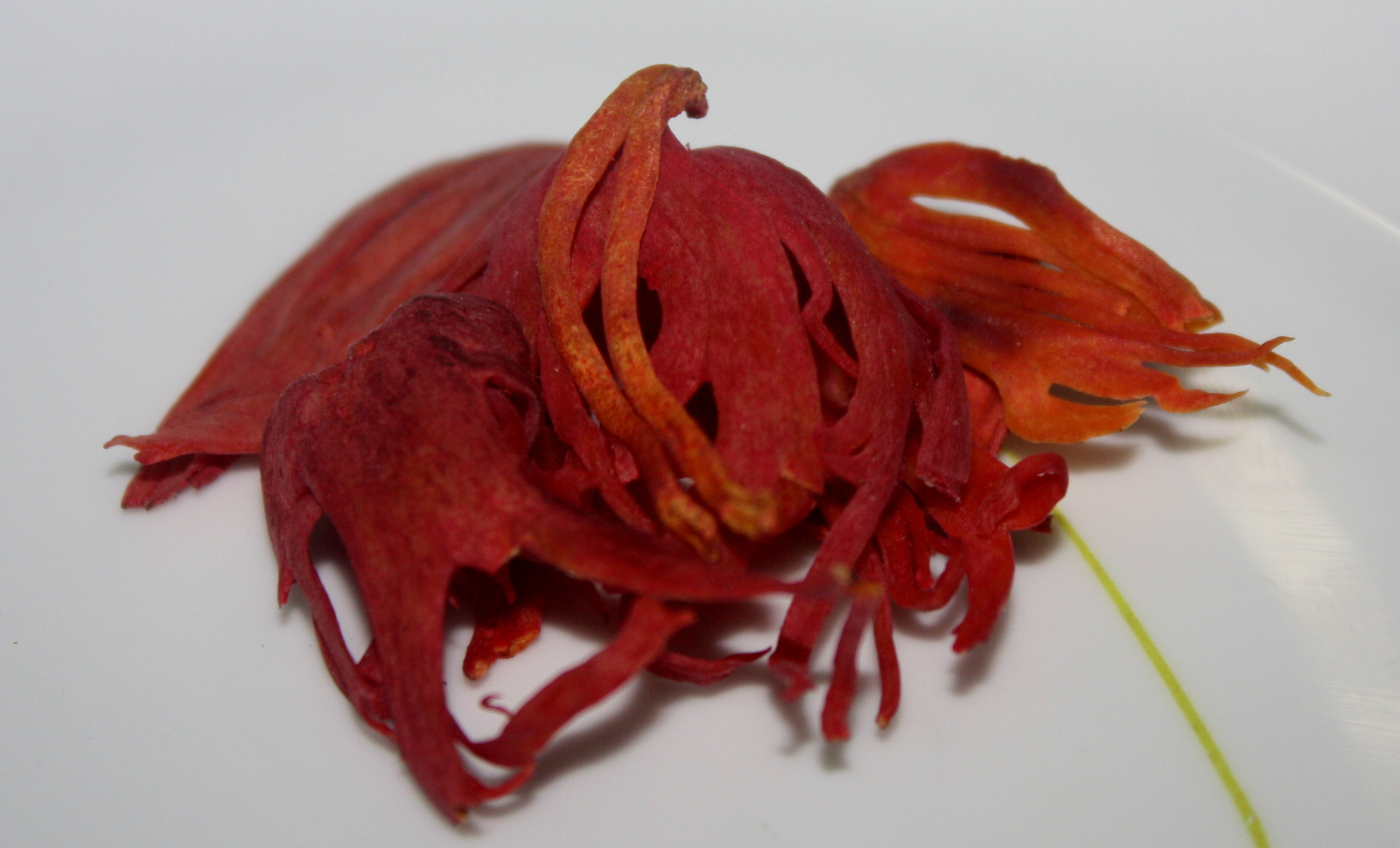
Macís

Les fulles joves són caduques, obtuses per la base i per la seva coloració platejada deguda a unes escames estrellades. Quan ja són adultes, adopten un color verd més fosc i són més brillants per l'anvers, a causa de l'alt contingut en ceres.
Les flors de l'arbre de la nou moscada apareixen per primera vegada quan té uns 6 anys de vida. Les flors són sempre groguenques amb simetria actinomorfa i es disposen a les axil·les de les fulles. Si són masculines, queden agrupades en tres o quatre en peduncles, en canvi les femenines acostumen a ser solitàries, encara que són molt semblants a les masculines. Les flors masculines tenen sis o més estams i les flors femenines tenen el gineceu monocarpel·lar amb un primordi seminal i l'ovari súper.
La inflorescència de les flors es disposen en raïms, la morfologia i color del periant es caracteritza per ser de color blanc- grogós. El seu periant està format per tres peces molt petites i dioiques.
El fruit és una drupa globulosa, coriàcia i carnosa de color groc. Estan formats pel pericarpi i la llavor. El pericarpi és esfèric i molt carnós, semblant a la forma que té una petita pera o una figa i s'obre en dues valves un cop està madur. Al seu interior hi ha una llavor (la nou moscada) que està recoberta d'una membrana glandular vermella anomenada aril o macis.

## Farmacologia

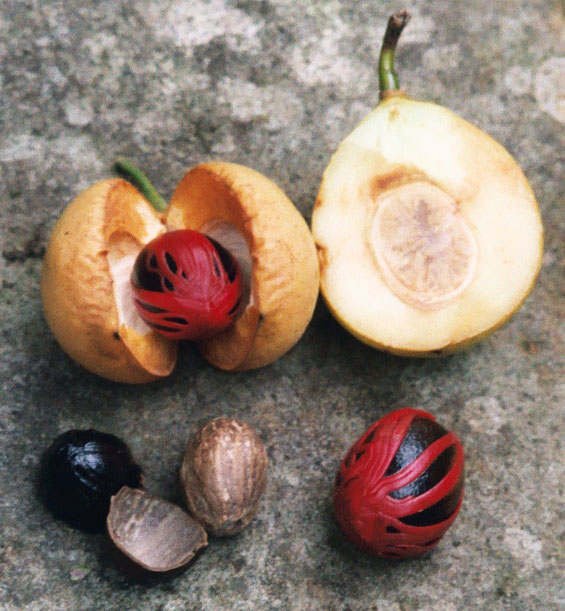
Fruits

La droga és el que col·loquialment s'anomena nou moscada. Concretament, la part utilitzada de la planta és la llavor i l'aril que la recobreix.
El fruit és una drupa ovoide de color groguenc-ataronjat que recorda a un préssec. Dins conté una llavor recoberta d'un macis o aril carnós, que és de color vermell. Tant la llavor com l'aril desprenen una olor característica.
L'arbre de la nou moscada no dona fruit fins que té com a mínim sis anys, però un cop arriba a aquesta edat, es poden arribar a fer tres collites anuals. Un cop recol·lectats els fruits madurs, se separa l'aril de la llavor i es deixen assecar per separat durant almenys quatre mesos.

### Composició química
La composició química de la llavor és la següent:
- Olis essencials (7-10%):

Elemicina

  - Miristicina o elemicina (8%). Els derivats del fenilpropà són els components més destacats de l'oli essencial.
  - Safrol (3%)
  - Hidrocarburs terpènics (80%): pinè, camfè, gabinè, terpiè...
  - Alcohols terpènics (6%): borneol i geraniol
  - Eugenol i isoeugenol (0,2%)
  - Glamicina, gomes i pectines
- Lípids (20-40%): glicèrids de l'àcid oleic, linoleic, palmític i mirístic.
- Midó (25%)

En canvi, l'aril està compost per:
- Olis essencials (7-9%)
- Aigua (9%)
- Minerals (2-3%)
- Hidrocarburs (25%)
- Lípids (20-40%)

### Accions farmacològiques
L'oli essencial té diversos principis actius amb efectes importants sobre el nostre organisme, sobretot sobre l'aparell digestiu. Els més importants són:
- L'eugenol i el safrol li donen a l'oli propietats carminatives. Concretament, l'eugenol elimina el dolor i la inflamació, ja que inhibeix la transmissió nerviosa entre cèl·lules i la síntesi de prostaglandines.
- El sabinè, que juntament amb la fibra, la pectina i el zinc és ant-iulcèròs.

A més, l'acció de diversos principis actius fan que l'oli tingui altres propietats com ara antibacterià, expectorant, antiinflamatori, antiemètic, astringent i antiespasmòdic, estimulant nerviós i afrodisíac.

### Usos medicinals[3][8]
A nivell intern té accions sobre:
- L'aparell digestiu. S'utilitza en cas de flatulències, diarrees i meteorisme (vòmits, nàusees, sequetat de boca, còlics intestinals i gastritis), però sobretot en les afeccions digestives psicosomàtiques. També és estimulant de la gana, un bon digestiu i combat l'halitosi. Per a tots aquests casos s'utilitza l'aril en pols.
- El sistema nerviós, en el tractament de la hipocondria, claustrofòbia, histèria, pèrdues de concentració, degut a la seva acció estimulant. En aquestes situacions la nous moscada es pren combinada amb altres plantes.
- La ginecologia. És un bon calmant en dolors menstruals, ja que té un efecte estimulant sobre la musculatura uterina. En cas de processos febrils benignes es recomana que es prengui en forma de beguda aromàtica. Es prenen 3g de nou moscada en pols tres vegades al dia.

D'altra banda, també se'n pot fer un ús tòpic en cas de:
- Hemorroides. S'aplica 5g de nou moscada ratllada amb llard sobre la morena.
- Dolors reumàtic, ja que l'oli té poder revulsiu.
- Enconstipats i processos pulmonars aguts, ja que l'oli essencial diluït de la nou moscada és molt eficaç en la preparació de les cataplasmes pectorals.
- Inflamacions osteoarticulars, gràcies al seu poder com a rubefaent.

### Efectes adversos o tòxics
A dosis elevades la nou moscada té efectes convulsionants i al·lucinògens. La seva toxicitat és deguda a la miristicina i a productes semblants que conté la llavor. Aquests productes transaminats en entrar al nostre organisme es transformen en amines de tipus amfetamínic.
La nou moscada es pot trobar en pols, el maci sencer, o en extracte fluid. En tots els preparats hi ha una dosi màxima diària per tal de descartar l'efecte tòxic de la nou moscada. Les dosis recomanades són:
- En pols, 6 grams diaris repartits en dosis de 0,3 a 1g
- En macis, 3 grams diaris com a màxim, però cada dosi no pot sobrepassar els 0,3 g
- En extracte fluid, de 10 a 30 gotes per dia, però la seva venda pública està prohibida perquè presenta una acció narcòtica i és considerat un psicòtrop.[3]

Si s'administren grans quantitats la persona patirà els efectes narcòtics i al·lucinògens. Entre dues i cinc hores després de la ingestió hi ha una deformació de la sensació del temps i de l'espai. Després, ja es perceben els primers símptomes d'intoxicació, que són de cefalees, fatiga, convulsions, dificultat en el moviment i augment de la diüresi. Finalment si la ingestió ha estat d'unes dues llavors senceres, pot provocar la mort.
Es recomana no utilitzar aquest oli, ni tan sols per via tòpica, en els següents casos: en nens amb una edat inferior a 7 anys, persones amb al·lèrgies respiratòries hipersensibles a aquest oli, durant l'embaràs, en períodes de lactància, i en pacients amb síndromes neurològics.

### Usos etnomedicinals i populars
Hi ha diverses remeis casolans per tractar alguns problemes relacionats amb l'aparell digestiu. Els més destacats són els següents:
Infusió digestiva contra la gastroenteritis amb dolor abdominal intens, que es prepara afegint una cullerada de fulles de menta i mitja cullereta de pols de nou moscada a l'aigua bullent (1tassa d'infusió per persona). Cal prendre'n dues tasses l'endemà dels àpats.
Gotes contra el vòmit. Només calen una o dues gotes d'oli essencial de nou moscada, que es poden acompanyar amb una decocció lleugera de ginebre.
Un altre ús popular de la nou moscada és l'elaboració d'un licor. A partir de la llavor reduïda a pèls i bullida en vi blanc fort, juntament amb l'arrel de l'agripalma, es prepara el licor que es beu amb una mica de sucre.

## Ús alimentari
La nou moscada en pols és utilitzada principalment com a espècia culinària. El seu valor és a causa del seu intens aroma que proporciona als plats que acompanya. A més, aquesta llavor també intervé en l'elaboració industrial de mantegues.

## Curiositats
- La nou moscada era considerada una espècie reputada.
- John Gerard va fer alguns comentaris curiosos sobre aquesta espècie. L'any 1633 va fer una comparació de l'arbre de la nou moscada i un perer; Gerard afirmava trobar similitud en la forma que presentaven els dos arbres, tot i que apuntava que les fulles de l'arbre de la nou moscada presenten una semblança amb les del llorer o amb les del taronger, degut a la presència de ceres que dona una certa lluentor en l'anvers.[2]
- Entre altres propietats permet clarificar la vista i enfortir òrgans com el fetge i la melsa.
- Els mauritans, des del seu punt de vista, afirmen que es tracta d'un fruit calent i sec, que té la propietat de ser una mica astringent.
- A l'Índia es considera que ajuda a augmentar la capacitat sexual dels homes.

## Galeria d'imatges

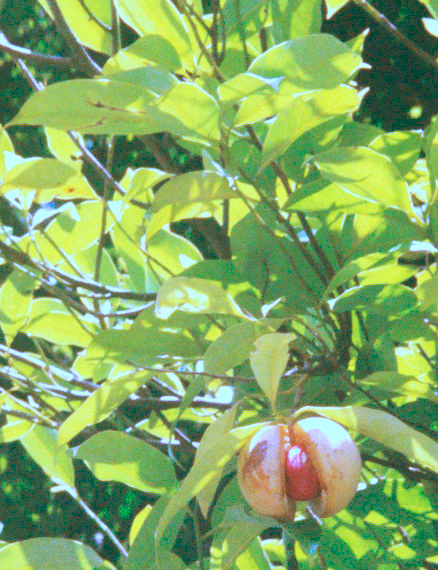
Fruit
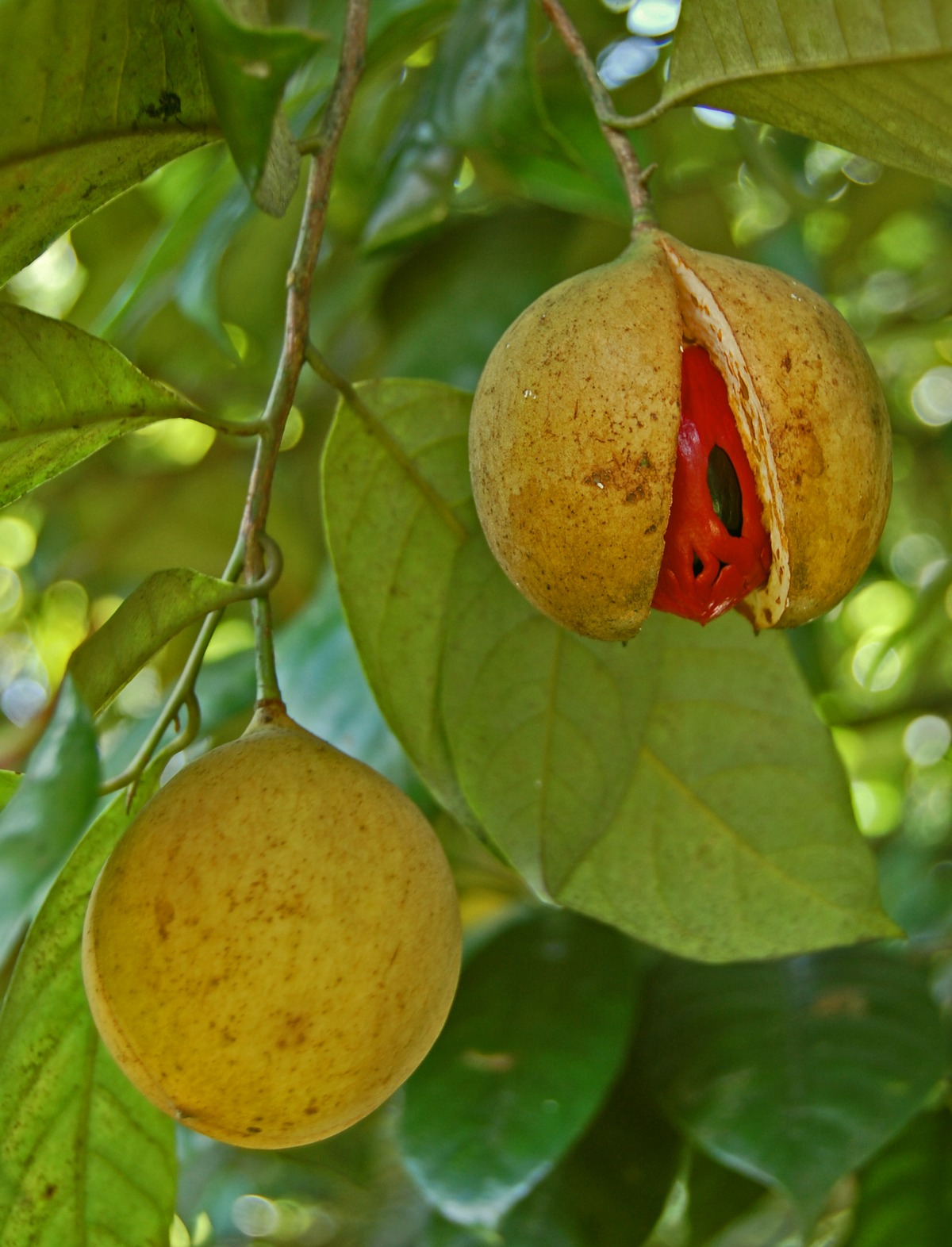
Fruit
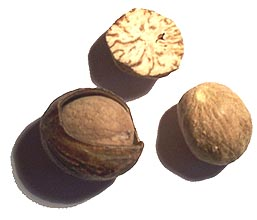
Nou moscada
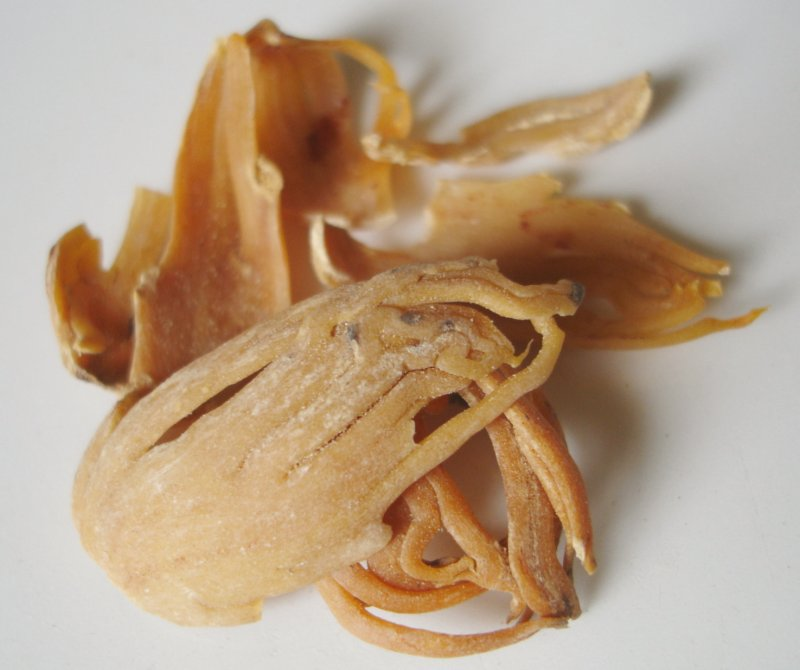
Aril sec
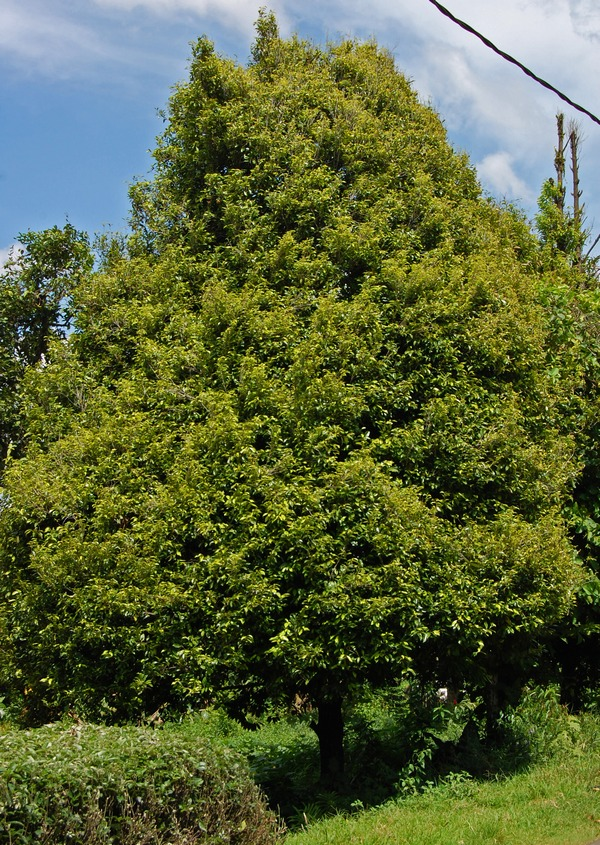
Arbre de la nou moscada
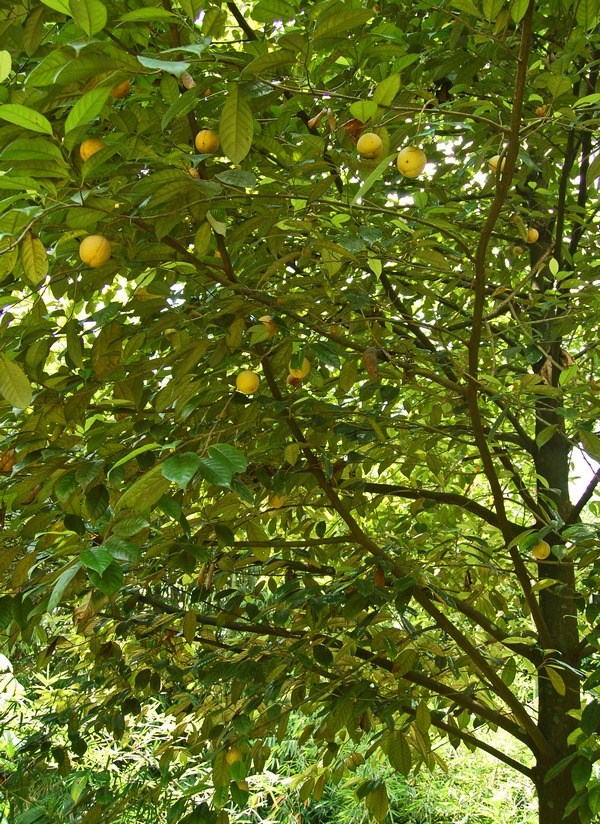
Branques amb fruits